# Aerosmith-diszkográfia
Az Aerosmith amerikai rockegyüttes diszkográfiája 15 stúdió-, 5 koncert- és 11 válogatásalbumból, valamint 68 kislemezből áll. Ezenkívül 7 VHS/DVD kiadványt jelentettek meg. A lenti lista nem tartalmazza az együttes tagjainak más előadókkal készült kiadványait.
Az Aerosmith-t Steven Tyler, Joe Perry, Ray Tabano, Tom Hamilton és Joey Kramer alapította 1970-ben. Tabano-t később Brad Whitford váltotta 1971-ben.
Az Aerosmith az Egyesült Államokban 66,5 millió albumot, az egész világon pedig 170 millió albumot adott el.

## Stúdióalbumok
| Év   | Album információk | Helyezések          | Helyezések | Helyezések | Helyezések | Helyezések | Helyezések | Helyezések | Helyezések | Helyezések | Helyezések | Helyezések | Helyezések | Helyezések | Helyezések | Helyezések | Helyezések | Értékesítés                                      |
| Év   | Album információk | USA (Billboard 200) | AUS        | AUT        | BEL        | CAN        | DEN        | FIN        | FRA        | GER        | ITA        | NLD        | NOR        | NZ         | SWE        | SWI        | UK         | Értékesítés                                      |
| ---- | --- | ------------------- | ---------- | ---------- | ---------- | ---------- | ---------- | ---------- | ---------- | ---------- | ---------- | ---------- | ---------- | ---------- | ---------- | ---------- | ---------- | ------------------------------------------------ |
| 1973 | Aerosmith - Megjelent: 1973. január 13. - Kiadó: Columbia Records - Formátum: CD, CS, LP                                                         | 21                  | —          | —          | —          | 58         | —          | —          | —          | —          | —          | —          | —          | —          | —          | —          | —          | USA: 2x platina Kanada: platina                  |
| 1974 | Get Your Wings - Megjelent: 1974. március 1. - Kiadó: Columbia Records - Formátum: CD, CS, LP                                                    | 70                  | —          | —          | —          | —          | —          | —          | —          | —          | —          | —          | —          | —          | —          | —          | —          | USA: 3x platina Kanada: platina                  |
| 1975 | Toys in the Attic - Megjelent: 1975. április 8. - Kiadó: Columbia Records - Formátum: CD, CS, LP                                                 | 11                  | 79         | —          | —          | 7          | —          | —          | —          | —          | —          | —          | —          | —          | —          | —          | —          | USA: 8x platina Kanada: platina                  |
| 1976 | Rocks - Megjelent: 1976. május 3. - Kiadó: Columbia Records - Formátum: CD, CS, LP                                                               | 3                   | 45         | —          | —          | 14         | —          | —          | —          | —          | —          | —          | —          | —          | —          | —          | —          | USA: 4x platina Kanada: platina                  |
| 1977 | Draw the Line - Megjelent: 1977. december 1. - Kiadó: Columbia Records - Formátum: CD, CS, LP                                                    | 11                  | —          | —          | —          | 10         | —          | —          | —          | —          | —          | —          | —          | —          | —          | —          | —          | USA: 2x platina Kanada: arany                    |
| 1979 | Night in the Ruts - Megjelent: 1979. november 1. - Kiadó: Columbia Records - Formátum: CD, CS, LP                                                | 14                  | —          | —          | —          | 8          | —          | —          | —          | —          | —          | —          | —          | —          | —          | —          | —          | USA: platina Kanada: arany                       |
| 1982 | Rock in a Hard Place - Megjelent: 1982. október 1. - Kiadó: Columbia Records - Formátum: CD, CS, LP                                              | 32                  | —          | —          | —          | 24         | —          | —          | —          | —          | —          | —          | —          | —          | —          | —          | —          | USA: Arany                                       |
| 1985 | Done with Mirrors - Megjelent: 1985. október 21. - Kiadó: Geffen Records - Formátum: CD, CS, LP                                                  | 36                  | —          | —          | —          | 72         | —          | —          | —          | —          | —          | —          | —          | —          | —          | —          | —          | USA: Arany                                       |
| 1987 | Permanent Vacation - Megjelent: 1987. augusztus 18. - Kiadó: Geffen Records - Formátum: CD, CS, LP                                               | 11                  | 42         | —          | —          | 7          | —          | —          | —          | —          | —          | —          | —          | —          | —          | —          | 37         | USA: 5x platina Kanada: 5x platina Anglia: arany |
| 1989 | Pump - Megjelent: 1989. szeptember 12. - Kiadó: Geffen Records - Formátum: CD, CS, LP                                                            | 5                   | 1          | —          | —          | 2          | —          | —          | —          | 13         | —          | —          | 9          | 8          | 8          | 9          | 3          | USA: 7x platina Kanada: 7x platina Anglia: arany |
| 1993 | Get a Grip - Megjelent: 1993. április 20. - Kiadó: Geffen Records - Formátum: CD, CS, LP                                                         | 1                   | 3          | 3          | —          | 2          | —          | —          | —          | 3          | —          | 2          | 3          | 9          | 3          | 1          | 2          | USA: 7x platina Kanada: ezüst Anglia: platina    |
| 1997 | Nine Lives - Megjelent: 1997. március 18. - Kiadó: Columbia Records - Formátum: CD, LP                                                           | 1                   | 13         | 2          | 5          | 2          | —          | 1          | 5          | 3          | —          | 17         | 6          | 14         | 3          | 3          | 4          | USA: 2x platina Kanada: 3x platina Anglia: ezüst |
| 2001 | Just Push Play - Megjelent: 2001. március 6. - Kiadó: Columbia Records - Formátum: CD, LP                                                        | 2                   | 27         | 7          | 27         | 2          | 19         | 8          | 32         | 6          | 8          | 32         | 24         | —          | 19         | 3          | 7          | USA: Platina                                     |
| 2004 | Honkin' on Bobo - Megjelent: 2004. március 30. - Kiadó: Columbia Records - Formátum: CD, LP                                                      | 5                   | 57         | 22         | 44         | 5          | —          | 35         | 52         | 32         | —          | 64         | —          | —          | 38         | 17         | 28         | USA: Arany                                       |
| 2012 | Music from Another Dimension! - Megjelent: 2012. november 6. - Kiadó: Columbia - Formátum: CD, CD+DVD (speciális kiadás), LP, digitális letöltés | 5                   | 30         | 12         | -          | 6          | -          | -          | -          | 7          | -          | 33         | —          | —          | 11         | 5          | 14         | Kanada: Arany                                    |

## Koncertalbumok
| Év   | Album információk                                                                                      | Helyezések          | Helyezések | Helyezések | Helyezések | Helyezések | Helyezések | Helyezések | Helyezések | Helyezések | Helyezések | Helyezések | Értékesítés | Értékesítés | Értékesítés        |
| Év   | Album információk                                                                                      | USA (Billboard 200) | AUS        | BEL        | FIN        | FRA        | GER        | NLD        | NZ         | SWE        | SWI        | UK         | USA         | Kanada      | Egyesült Királyság |
| ---- | --- | ------------------- | ---------- | ---------- | ---------- | ---------- | ---------- | ---------- | ---------- | ---------- | ---------- | ---------- | ----------- | ----------- | ------------------ |
| 1978 | Live! Bootleg - Megjelent: 1978. október - Kiadó: Columbia Records - Formátum: CD, CS, LP              | 13                  | —          | —          | —          | —          | —          | —          | —          | —          | —          | —          | Platina     | Arany       | —                  |
| 1986 | Classics Live! - Megjelent: 1986. április - Kiadó: Columbia Records - Formátum: CD, CS, LP             | 84                  | —          | —          | —          | —          | —          | —          | —          | —          | —          | —          | Platina     | —           | —                  |
| 1987 | Classics Live! Vol. 2 - Megjelent: 1987. június - Kiadó: Columbia Records - Formátum: CD, CS, LP       | —                   | —          | —          | —          | —          | —          | —          | —          | —          | —          | —          | Arany       | —           | —                  |
| 1998 | A Little South of Sanity - Megjelent: 1998. október 20. - Kiadó: Geffen Records - Formátum: CD, CS, LP | 12                  | 37         | 34         | 24         | 39         | 21         | 34         | 47         | 16         | 24         | 36         | Platina     | Platina     | —                  |
| 2005 | Rockin' the Joint - Megjelent: 2005. október 25. - Kiadó: Columbia Records - Formátum: CD, CS, LP      | 24                  | —          | —          | —          | —          | —          | —          | —          | —          | 97         | —          | —           | —           | —                  |

## Válogatásalbumok
| 1980                                   | Greatest Hits - Megjelent: 1980. október - Kiadó: Columbia Records - Formátum: CD, CS, LP                                                                                                  | 53  | —  | —  | —  | —  | — | —  | — | —  | — | —  | —  | —  | —   | Gyémánt (11x platina) | Platina    | —       |
| 1988                                   | Gems - Megjelent: 1988. november - Kiadó: Columbia Records - Formátum: CD, CS, LP | 133 | —  | —  | —  | —  | — | —  | — | —  | — | —  | —  | —  | —   | Arany                 | —          | —       |
| 1991                                   | Pandora’s Box - megjelent: 1991. november - Kiadó: Columbia Records - Formátum: CD, CS, LP                                                                                                 | 45  | —  | —  | —  | —  | — | —  | — | —  | — | —  | —  | —  | —   | Platina               | —          | —       |
| 1994                                   | Big Ones - Megjelent: 1994. november 1. - Kiadó: Geffen Records - Formátum: CD, CS, LP | 6   | 12 | 4  | —  | 87 | — | 5  | — | 8  | 9 | 4  | 5  | 6  | 7   | 4x platina            | 8x platina | Platina |
| 1994                                   | Box of Fire - Megjelent: 1994. november 22. - Kiadó: Columbia Records - Formátum: CD, CS, LP                                                                                               | —   | —  | —  | —  | —  | — | —  | — | —  | — | —  | —  | —  | —   | Arany                 | —          | —       |
| 1995                                   | Pandora’s Toys - Kiadó: Columbia Records - Formátum: CD, CS, LP | —   | —  | 14 | —  | —  | — | —  | — | 41 | — | —  | —  | 21 | —   | —                     | —          | —       |
| 2001                                   | Young Lust: The Aerosmith Anthology - Megjelent: 2001. november 20. - Kiadó: Geffen Records - Formátum: CD, LP                                                                             | 191 | 48 | —  | 21 | —  | — | 78 | 6 | —  | — | 15 | 30 | —  | 32  | Arany                 | —          | Arany   |
| 2002                                   | Classic Aerosmith: The Universal Masters Collection - Megjelent: 2002. június 25. - Kiadó: Geffen Records - Formátum: CD, LP                                                               | —   | —  | —  | —  | —  | — | —  | — | —  | — | —  | —  | —  | —   | —                     | —          | —       |
| 2002                                   | O, Yeah! Ultimate Aerosmith Hits - Megjelent: 2002. július 2. - Kiadó: Columbia/Geffen Records - Formátum: CD, LP                                                                          | 4   | —  | —  | —  | —  | 9 | —  | — | 23 | — | —  | —  | 90 | 6   | 2x platina            | —          | Arany   |
| 2005                                   | Young Lust: The Aerosmith Anthology - Megjelent: 2005. január 11. - Kiadó: Geffen Records - Formátum: CD, LP                                                                               | —   | —  | —  | —  | —  | — | —  | — | —  | — | —  | —  | —  | 181 | —                     | —          | —       |
| 2006                                   | Devil's Got a New Disguise – The Very Best of Aerosmith - Angliai megjelenés címe: The Very Best of Aerosmith - Megjelenés: 2006. október 17. - Kiadó: Columbia Records - Formátum: CD, LP | 33  | 31 | 75 | —  | —  | — | —  | — | —  | — | 2  | —  | 2  | 19  | —                     | —          | —       |
| 2011                                   | Tough Love: Best of the Ballads - Megjelenés: 2011. május 10. - Kiadó: Columbia Records - Formátum: CD, LP                                                                                 | 109 | —  | —  | —  | —  | — | —  | — | —  | — | —  | —  | 87 | 42  | —                     | —          | —       |
| 2011                                   | The Essential Aerosmith a számlista azonos a O, Yeah! című 2002-es válogatáséval. - Megjelent: 2011. szeptember 13. - Kiadó: Columbia/Legacy - Formátum: CD, LP                            | —   | —  | —  | —  | —  | — | —  | — | —  | — | —  | —  | —  | —   | —                     | —          | —       |
| "—" denotes albums that did not chart. | |     |    |    |    |    |   |    |   |    |   |    |    |    |     |                       |            |         |

### Limitált példányszámban megjelent válogatásalbumok
- Pandora’s Toys (1995)
- Made In America (1997) (Kizárólag a Wal-Mart és Kmart üzletekben volt hozzáférhető)
- Greatest Hits 1973–1988 (2004)
- Gold (2005) (ugyanaz mint a Young Lust című kiadváy)

## Kislemezek

### 1970-es években megjelent kislemezek
| Év   | Dal                            | USA Hot 100 | U.S. Mainstream Rock Tracks | CAN | UK | AUS | GER | CHE | AUT | ITA | FRA | SWE | FIN | LVA | U.S. Top 40 Mainstream | Album                                            |
| ---- | ------------------------------ | ----------- | --------------------------- | --- | -- | --- | --- | --- | --- | --- | --- | --- | --- | --- | ---------------------- | ------------------------------------------------ |
| 1973 | Make It                        | -           | -                           | -   | -  | -   | -   | -   | -   | -   | -   | -   | -   | -   | -                      | Aerosmith                                        |
| 1973 | Mama Kin                       | 75          | -                           | -   | -  | -   | -   | -   | -   | -   | -   | -   | -   | -   | -                      | Aerosmith                                        |
| 1973 | Dream On                       | 59          | -                           | 87  | -  | 72  | -   | -   | -   | -   | -   | -   | -   | -   | -                      | Aerosmith                                        |
| 1974 | Same Old Song and Dance        | 54          | -                           | -   | -  | -   | -   | -   | -   | -   | -   | -   | -   | -   | -                      | Get Your Wings                                   |
| 1974 | Train Kept A-Rollin'           | -           | -                           | -   | -  | -   | -   | -   | -   | -   | -   | -   | -   | -   | -                      | Get Your Wings                                   |
| 1974 | S.O.S. (Too Bad)               | -           | -                           | -   | -  | -   | -   | -   | -   | -   | -   | -   | -   | -   | -                      | Get Your Wings                                   |
| 1975 | Sweet Emotion                  | 36          | -                           | 56  | -  | -   | -   | -   | -   | -   | -   | -   | -   | -   | -                      | Toys in the Attic                                |
| 1975 | Walk This Way                  | -           | -                           | -   | -  | -   | -   | -   | -   | -   | -   | -   | -   | -   | -                      | Toys in the Attic                                |
| 1975 | You See Me Crying              | -           | -                           | -   | -  | -   | -   | -   | -   | -   | -   | -   | -   | -   | -                      | Toys in the Attic                                |
| 1975 | Toys in the Attic              | -           | -                           | -   | -  | -   | -   | -   | -   | -   | -   | -   | -   | -   | -                      | Toys in the Attic                                |
| 1976 | Dream On (újrakiadás)          | 6           | -                           | 10  | -  | 76  | -   | -   | -   | 1   | -   | -   | -   | -   | -                      | Aerosmith                                        |
| 1976 | Last Child                     | 21          | -                           | 26  | -  | -   | -   | -   | -   | -   | -   | -   | -   | -   | -                      | Rocks                                            |
| 1976 | Home Tonight                   | 71          | -                           | 82  | -  | -   | -   | -   | -   | -   | -   | -   | -   | -   | -                      | Rocks                                            |
| 1976 | Rats in the Cellar             | -           | -                           | -   | -  | -   | -   | -   | -   | -   | -   | -   | -   | -   | -                      | Rocks                                            |
| 1976 | Walk This Way (újrakiadás)     | 10          | -                           | 7   | -  | 85  | -   | -   | -   | 1   | -   | -   | -   | -   | -                      | Toys in the Attic                                |
| 1977 | Back in the Saddle             | 38          | -                           | 68  | -  | -   | -   | -   | -   | -   | -   | -   | -   | -   | -                      | Rocks                                            |
| 1977 | Draw the Line                  | 42          | -                           | 38  | -  | -   | -   | -   | -   | -   | -   | -   | -   | -   | -                      | Draw the Line                                    |
| 1978 | Kings and Queens               | 70          | -                           | 77  | -  | -   | -   | -   | -   | -   | -   | -   | -   | -   | -                      | Draw the Line                                    |
| 1978 | Get it Up                      | -           | -                           | -   | -  | -   | -   | -   | -   | -   | -   | -   | -   | -   | -                      | Draw the Line                                    |
| 1978 | Come Together                  | 23          | -                           | 24  | -  | -   | -   | -   | -   | -   | -   | -   | -   | -   | -                      | Sgt. Pepper's Lonely Hearts Club Band (filmzene) |
| 1978 | Chip Away the Stone            | 77          | -                           | -   | -  | -   | -   | -   | -   | -   | -   | -   | -   | -   | -                      | Live! Bootleg                                    |
| 1979 | Remember (Walking in the Sand) | 67          | -                           | 29  | -  | -   | -   | -   | -   | -   | -   | -   | -   | -   | -                      | Night in the Ruts                                |

### 1980-as években megjelent kislemezek
| Év   | Dal                                         | U.S.Hot 100 | U.S. Mainstream Rock Tracks | CAN | UK | AUS | GER | CHE | AUT | ITA | FRA | SWE | FIN | LVA | NZ | U.S. Top 40 Mainstream | Album                   |
| ---- | ------------------------------------------- | ----------- | --------------------------- | --- | -- | --- | --- | --- | --- | --- | --- | --- | --- | --- | -- | ---------------------- | ----------------------- |
| 1982 | Lightning Strikes                           | -           | 21                          | -   | -  | -   | -   | -   | -   | -   | -   | -   | -   | -   | -  | -                      | Rock in a Hard Place    |
| 1982 | Bitch's Brew                                | -           | -                           | -   | -  | -   | -   | -   | -   | -   | -   | -   | -   | -   | -  | -                      | Rock in a Hard Place    |
| 1985 | Let the Music Do the Talking                | -           | 18                          | -   | -  | -   | -   | -   | -   | -   | -   | -   | -   | -   | -  | -                      | Done with Mirrors       |
| 1986 | My Fist Your Face                           | -           | -                           | -   | -  | -   | -   | -   | -   | -   | -   | -   | -   | -   | -  | -                      | Done with Mirrors       |
| 1986 | Shela                                       | -           | 20                          | -   | -  | -   | -   | -   | -   | -   | -   | -   | -   | -   | -  | -                      | Done with Mirrors       |
| 1986 | Darkness                                    | -           | -                           | -   | -  | -   | -   | -   | -   | -   | -   | -   | -   | -   | -  | -                      | Done with Mirrors       |
| 1987 | Dude (Looks Like a Lady)                    | 14          | 4                           | 22  | 45 | 95  | -   | -   | -   | -   | -   | -   | -   | -   | -  | -                      | Permanent Vacation      |
| 1987 | Hangman Jury                                | -           | 14                          | -   | -  | -   | -   | -   | -   | -   | -   | -   | -   | -   | -  | -                      | Permanent Vacation      |
| 1988 | Angel                                       | 3           | 1                           | 14  | 69 | -   | -   | -   | -   | -   | -   | -   | -   | -   | -  | -                      | Permanent Vacation      |
| 1988 | Rag Doll                                    | 17          | 12                          | 23  | 42 | 73  | -   | -   | -   | 13  | -   | -   | -   | -   | -  | -                      | Permanent Vacation      |
| 1988 | Magic Touch                                 | -           | 42                          | -   | -  | -   | -   | -   | -   | -   | -   | -   | -   | -   | -  | -                      | Permanent Vacation      |
| 1988 | Rocking Pneumonia And The Boogie Woogie Flu | -           | 44                          | -   | -  | -   | -   | -   | -   | -   | -   | -   | -   | -   | -  | -                      | Less Than Zero filmzene |
| 1989 | Chip Away the Stone (újrakiadás)"           | -           | 13                          | -   | -  | -   | -   | -   | -   | -   | -   | -   | -   | -   | -  | -                      | Gems                    |
| 1989 | Love in an Elevator †                       | 5           | 1                           | 13  | 13 | 31  | -   | -   | -   | -   | -   | -   | -   | -   | 15 | -                      | Pump                    |
| 1989 | F.I.N.E.*                                   | -           | 14                          | -   | -  | -   | -   | -   | -   | -   | -   | -   | -   | -   | -  | -                      | Pump                    |
| 1989 | Janie's Got a Gun                           | 4           | 2                           | 2   | 76 | 1   | -   | -   | -   | 47  | -   | -   | -   | -   | 13 | -                      | Pump                    |

### 1990-es években megjelent kislemezek
| Év   | Dal                                      | U.S. Hot 100 | U.S. Mainstream Rock Tracks | CAN | UK | AUS | GER | CHE | AUT | ITA | FRA | SWE | FIN | LVA | NZ | U.S. Top 40 Mainstream | Album                     |
| ---- | ---------------------------------------- | ------------ | --------------------------- | --- | -- | --- | --- | --- | --- | --- | --- | --- | --- | --- | -- | ---------------------- | ------------------------- |
| 1990 | What It Takes                            | 9            | 1                           | 15  | -  | 46  | -   | -   | -   | -   | -   | -   | -   | -   | 19 | -                      | Pump                      |
| 1990 | The Other Side                           | 22           | 1                           | 22  | 46 | 70  | -   | -   | -   | -   | -   | -   | -   | -   | -  | -                      | Pump                      |
| 1990 | Monkey on My Back                        | -            | 17                          | -   | -  | -   | -   | -   | -   | -   | -   | -   | -   | -   | -  | -                      | Pump                      |
| 1990 | Dude (Looks Like a Lady) (újrakiadás)    | -            | -                           | -   | 20 | -   | -   | -   | -   | -   | -   | -   | -   | -   | -  | -                      | Permanent Vacation        |
| 1990 | Love Me Two Times                        | -            | 27                          | -   | -  | -   | -   | -   | -   | -   | -   | -   | -   | -   | -  | -                      | Air America filmzene      |
| 1991 | Sweet Emotion (újrakiadás)               | -            | 36                          | -   | 74 | -   | -   | -   | -   | -   | -   | -   | -   | -   | 14 | -                      | Pandora’s Box             |
| 1991 | Helter Skelter                           | -            | 21                          | -   | -  | -   | -   | -   | -   | -   | -   | -   | -   | -   | -  | -                      | Pandora’s Box             |
| 1993 | Livin' on the Edge                       | 18           | 1                           | 10  | 19 | 21  | -   | 21  | -   | -   | -   | -   | -   | -   | 11 | 19                     | Get a Grip                |
| 1993 | Eat the Rich                             | -            | 5                           | 45  | 34 | -   | -   | -   | -   | -   | -   | -   | -   | -   | -  | -                      | Get a Grip                |
| 1993 | Fever                                    | -            | 5                           | -   | -  | -   | -   | -   | -   | -   | -   | -   | -   | -   | -  | -                      | Get a Grip                |
| 1993 | Cryin' †                                 | 12           | 1                           | 8   | 17 | -   | 7   | 4   | 5   | -   | 6   | 3   | -   | -   | -  | 11                     | Get a Grip                |
| 1993 | Amazing                                  | 24           | 3                           | 4   | 57 | -   | 28  | 16  | 27  | -   | -   | 24  | -   | -   | -  | 9                      | Get a Grip                |
| 1994 | Shut Up and Dance                        | -            | -                           | -   | 24 | -   | -   | -   | -   | -   | -   | -   | -   | -   | -  | -                      | Get a Grip                |
| 1994 | Deuces Are Wild                          | -            | 1                           | 25  | -  | -   | -   | -   | -   | -   | -   | -   | -   | -   | -  | -                      | Big Ones                  |
| 1994 | Crazy                                    | 17           | 7                           | 3   | 23 | -   | 43  | 28  | -   | -   | -   | -   | -   | -   | -  | 7                      | Get a Grip                |
| 1994 | Blind Man                                | 48           | 3                           | 5   | 23 | -   | 89  | -   | -   | -   | -   | -   | -   | 17  | -  | 23                     | Big Ones                  |
| 1995 | Walk on Water                            | -            | 16                          | 62  | -  | -   | -   | -   | -   | -   | -   | -   | -   | 11  | -  | -                      | Big Ones                  |
| 1997 | Nine Lives                               | -            | 37                          | -   | -  | -   | -   | -   | -   | -   | -   | -   | -   | -   | -  | -                      | Nine Lives                |
| 1997 | Falling in Love (Is Hard on the Knees) † | 35           | 1                           | 2   | 22 | 46  | 40  | 22  | 35  | -   | -   | 23  | 7   | 2   | -  | 29                     | Nine Lives                |
| 1997 | Hole in My Soul                          | 51           | 4                           | 10  | 29 | -   | 75  | -   | -   | -   | -   | -   | -   | 4   | -  | 63                     | Nine Lives                |
| 1997 | Pink                                     | 27           | 1                           | 42  | 38 | -   | 81  | -   | -   | -   | -   | -   | -   | 19  | -  | 23                     | Nine Lives                |
| 1998 | Taste of India                           | -            | 3                           | 40  | -  | -   | -   | -   | -   | -   | -   | -   | -   | -   | -  | -                      | Nine Lives                |
| 1998 | Full Circle                              | -            | -                           | -   | -  | -   | -   | -   | -   | -   | -   | -   | -   | -   | -  | -                      | Nine Lives                |
| 1998 | I Don't Want to Miss a Thing †           | 1            | 1                           | 2   | 4  | 1   | 1   | 1   | 1   | 1   | 8   | 2   | 3   | 1   | -  | 1                      | Armageddon filmzene album |
| 1998 | What Kind of Love Are You On             | -            | 4                           | -   | -  | -   | -   | -   | -   | -   | -   | -   | -   | -   | -  | -                      | Armageddon filmzene album |
| 1999 | Pink (újrakiadás)                        | -            | -                           | -   | 13 | -   | -   | -   | -   | -   | -   | -   | -   | -   | -  | -                      | Nine Lives                |

### 2000-es években megjelent kislemezek
| Év   | Dal                        | U.S. Hot 100 | U.S. Mainstream Rock Tracks | CAN | UK  | AUS | GER | Swiss Charts | AUT | ITA | FRA | SWE | FIN | LVA | NZ | U.S. Top 40 Mainstream | Album                            |
| ---- | -------------------------- | ------------ | --------------------------- | --- | --- | --- | --- | ------------ | --- | --- | --- | --- | --- | --- | -- | ---------------------- | -------------------------------- |
| 2000 | Angel's Eye                | -            | 4                           | -   | -   | -   | -   | -            | -   | -   | -   | -   | -   | -   | -  | -                      | Charlie's Angyalai filmzene      |
| 2001 | Jaded                      | 7            | 1                           | 6   | 13  | 51  | 48  | 30           | 47  | 11  | -   | -   | -   | 17  | 41 | 6                      | Just Push Play                   |
| 2001 | Fly Away From Here         | 103          | -                           | -   | -   | -   | -   | 44           | -   | 31  | -   | -   | -   | -   | -  | 24                     | Just Push Play                   |
| 2001 | Sunshine                   | -            | 23                          | -   | -   | -   | -   | -            | -   | -   | -   | -   | -   | -   | -  | -                      | Just Push Play                   |
| 2001 | Just Push Play             | -            | 10                          | -   | -   | -   | -   | -            | -   | -   | -   | -   | -   | -   | -  | 38                     | Just Push Play                   |
| 2002 | Girls of Summer            | -            | 25                          | -   | 199 | -   | -   | -            | -   | 25  | -   | -   | -   | 26  | -  | -                      | O, Yeah! Ultimate Aerosmith Hits |
| 2004 | Baby, Please Don't Go      | -            | 7                           | -   | -   | -   | -   | -            | -   | -   | -   | -   | -   | -   | -  | -                      | Honkin' on Bobo                  |
| 2006 | Devil's Got a New Disguise | -            | 15                          | -   | -   | -   | -   | -            | -   | -   | -   | -   | -   | -   | -  | -                      | Devil's Got a New Disguise       |

### 2010-es években megjelent kislemezek
| Év   | Cím                       | Helyezések              | Helyezések                   | Helyezések                   | Helyezések | Helyezések | Helyezések | Helyezések | Helyezések | Helyezések | Helyezések | Helyezések | Helyezések | Helyezések | Helyezések              | Album                         |
| Év   | Cím                       | USA (Billboard Hot 100) | USA (Mainstream Rock Tracks) | CAN (Canadian Singles Chart) | UK         | AUS        | GER        | SWI        | AUT        | ITA        | FRA        | SWE        | FIN        | LVA        | USA (Top 40 Mainstream) | Album                         |
| ---- | ------------------------- | ----------------------- | ---------------------------- | ---------------------------- | ---------- | ---------- | ---------- | ---------- | ---------- | ---------- | ---------- | ---------- | ---------- | ---------- | ----------------------- | ----------------------------- |
| 2010 | Dream On [csak letöltés]  | -                       | -                            | -                            | 116        | -          | -          | -          | -          | -          | -          | -          | -          | -          | -                       | -                             |
| 2012 | Legendary Child           | -                       | 27                           | -                            | -          | -          | -          | -          | -          | -          | -          | -          | -          | -          | -                       | Music from Another Dimension! |
| 2012 | Lover Alot                | -                       | 47                           | -                            | -          | -          | -          | -          | -          | -          | -          | -          | -          | -          | -                       | Music from Another Dimension! |
| 2012 | What Could Have Been Love | -                       | 48                           | -                            | -          | -          | -          | -          | -          | -          | -          | -          | -          | -          | -                       | Music from Another Dimension! |
| 2013 | Can't Stop Lovin' You     | -                       | -                            | -                            | -          | -          | -          | -          | -          | -          | -          | -          | -          | -          | -                       | Music from Another Dimension! |

### Statisztika
| - | Kategória       | U.S. Hot 100 | U.S. Mainstream Rock Tracks | CAN | UK | AUS | GER | CHE | AUT | ITA | FRA | SWE | FIN | LVA | NZ | U.S. Top 40 Mainstream |
| - | --------------- | ------------ | --------------------------- | --- | -- | --- | --- | --- | --- | --- | --- | --- | --- | --- | -- | ---------------------- |
|   | Top 40 hits     | 21           | 41                          | 24  | 15 | 5   | 4   | 8   | 5   | 8   | 2   | 4   | 2   | 8   | 5  | 11                     |
|   | Top ten hits    | 8            | 24                          | 12  | 1  | 2   | 2   | 3   | 2   | 4   | 2   | 2   | 2   | 3   | -  | 4                      |
|   | Number-one hits | 1            | 10                          | -   | -  | 2   | 1   | 1   | 1   | 4   | -   | -   | -   | 1   | -  | 1                      |

## Videográfia
| Megjelenés Dátuma     | Cím                                                                             | Rendező                      | Szereplők                                         | Díjak |
| --------------------- | ------------------------------------------------------------------------------- | ---------------------------- | ------------------------------------------------- | --- |
| 1978                  | Chip Away the Stone                                                             | Arnold Levine                | -                                                 | - |
| 1979                  | No Surprize                                                                     | Arnold Levine                | -                                                 | - |
| 1979                  | Chiquita                                                                        | Arnold Levine                | -                                                 | - |
| 1982. augusztus       | Lightning Strikes                                                               | Arnold Levine                | -                                                 | - |
| 1985. október         | Let the Music Do the Talking                                                    | Jerry Kramer                 | -                                                 | - |
| 1986. július          | Walk This Way (Steven Tyler és Joe Perry produkciója a Run-DMC együttessel)     | Jon Small                    | -                                                 | A Rolling Stone magazin "100 Legjobb Videóklip" listáján a 11., Az MTV "100 Legnagyobb Videóklip" listáján az 5., A VH1 "100 Legnagyobb Videóklip" listáján a 11., A Fuse TV "25 Legnagyobb Zenei Video" listáján a 24. helyezést érte el.                                                          |
| 1987. október         | Dude (Looks Like a Lady                                                         | Marty Callner                | John Kalodner                                     | - |
| 1988. február         | Angel                                                                           | Marty Callner                | -                                                 | - |
| 1988. május           | Rag Doll                                                                        | Marty Callner                | -                                                 | - |
| 1989. szeptember      | Love in an Elevator                                                             | Marty Callner                | Brandi Brandt                                     | - |
| 1989. november        | Janie's Got                                                                     | David Fincher                | Kristin Dattilo, Lesley Ann Warren                | Az MTV Video Music Award-on Viewer's Choice díjat nyert, Az MTV Video Music Award Legjobb Rockvideo díját megnyerte, Az MTV "100 Legnagyobb Videóklip" listáján a 48. lett, AVH1 "100 Legnagyobb Videóklip" listáján a 48. lett, A Rolling Stone magazin "Top 100 Zenei Video" listáján a 95. lett. |
| 1990. március/április | What It Takes (két változatban)                                                 | Keith Garde & Martin Torgoff | -                                                 | - |
| 1990. június          | The Other Side                                                                  | Marty Callner                | John Kalodner                                     | Elnyerte az MTV Video Music Award legjobb rock video díját. |
| 1991. augusztus       | Dream On (nagyzenekarral előadott verzió, az MTV 10 éves fennállása alkalmából) | Marty Callner                | -                                                 | - |
| 1991. december        | Sweet Emotion                                                                   | Marty Callner                | -                                                 | - |
| 1993. április         | Livin' on the Edge                                                              | Marty Callner                | Edward Furlong                                    | Az MTV Video Music Award-on Viewer's Choice díjat nyert. |
| 1993. május           | Eat the Rich                                                                    | Greg Vernon                  | John Kalodner                                     | - |
| 1993. július          | Cryin                                                                           | Marty Callner                | Alicia Silverstone, Stephen Dorff, Josh Holloway  | A videó megnyerte az MTV Video Music Award "Az Év Legjobb Videoja" díjat, A videó megnyerte az MTV Video Music Award - Viewer's Choice díját, Továbbá az MTV Video Music Award "A Legjobb Zenekari Videó" díját is elnyerte.                                                                        |
| 1993. november        | Amazing                                                                         | Marty Callner                | Alicia Silverstone, Jason London                  | - |
| 1994. május           | Crazy                                                                           | Marty Callner                | Alicia Silverstone, Liv Tyler                     | A Crazy a VH1 "Minden Idők 100 Legjobb Videoja" listáján a 23. lett. |
| 1994. október         | Blind Man                                                                       | Marty Callner                | Pamela Anderson, John Kalodner                    | - |
| 1994. november        | Deuces are Wild                                                                 | -                            | -                                                 | - |
| 1995. január          | Walk on Water                                                                   | Mick Haggerty                | -                                                 | - |
| 1997. február         | Falling in Love (Is Hard on the Knees)                                          | Michael Bay                  | -                                                 | Elnyerte az MTV Video Music Award "Legjobb Rockvideo" díját. |
| 1997. május           | Hole in My Soul                                                                 | Andy Morahan                 | Eva Mendes, Alexandra Holden, Seann William Scott | - |
| 1997. november        | Pink                                                                            | Doug Nichol                  | -                                                 | Elnyerte az MTV Video Music Award "Legjobb Rockvideo" díját. |
| 1998. május           | I Don't Want to Miss a Thing                                                    | Francis Lawrence             | Liv Tyler                                         | Megnyerte az MTV Video Music Award "Legjobb Video" (mely szerepelt egy filmben) díját Megnyerte a Boston Music Awards "Legjobb Video" díját |
| 1998. április         | Full Circle                                                                     | -                            | -                                                 | - |
| 2001. február         | Jaded                                                                           | Francis Lawrence             | Mila Kunis                                        | Megnyerte a Billboard Music Video Awards "Az Év Legjobb Hard Rock Klipje" díját, Boston Music Awards: Megnyerte a Boston Music Awards "Az Év Legjobb Videoja" díját |
| 2001. június          | Fly Away from Here                                                              | Joseph Kahn                  | Jessica Biel                                      | - |
| 2001. október         | Sunshine                                                                        | Samuel Bayer                 | -                                                 | - |
| 2002. július          | Girls of Summer                                                                 | David Meyers                 | Jaime Pressly                                     | - |
| 2003                  | Lizard Love                                                                     | Jim Gable                    | -                                                 | - |
| 2004                  | Baby, Please Don't Go                                                           | Mark Haefeli                 | -                                                 | - |
| 2012. július 10.      | Legendary Child                                                                 | Casey Patrick Tebo           | Alexa Vega                                        | - |
| 2012. október 19.     | What Could Have Been Love                                                       | -                            | -                                                 | - |